# Hyphessobrycon catableptus
Hyphessobrycon catableptus är en fiskart som först beskrevs 1909 av Marion Durbin Ellis.  Hyphessobrycon catableptus ingår i släktet Hyphessobrycon och familjen Characidae. Inga underarter finns listade i Catalogue of Life.